# Anton Melik
Anton Melik [ánton mélik], slovenski geograf, * 1. januar 1890, Črna vas, † 8. junij 1966, Ljubljana. 
Melik je bil priznani slovenski geograf, najpomembnejši usmerjevalec razvoja in utemeljitelj sodobne geografske znanosti v Sloveniji ter njene institucionalizacije. Po njem se od leta 1976 imenuje Geografski inštitut Antona Melika (GIAM) ZRC SAZU, ki ga je na njegovo pobudo leta 1946 ustanovila Slovenska akademija znanosti in umetnosti.

## Življenje in delo
Izhajal je iz revne delavske družine. Študiral je na dunajski univerzi, kjer je leta 1916 diplomiral iz geografije in zgodovine. K študiju ga je vzpodbujala in mu zelo pomagala njegova mati Terezija, rojena Škafar 14. oktobra 1848, vdova Turšič. Njegov oče je bil Franc Melik, rojen 1. avgusta 1854. Njegov stari oče je bil Jožef Melik (1823–1905(6)?), najdenček v Trstu (mati Marija Melik / Melek), stara mati pa Ana Suhadolnik (1828–1874).
Sprva se je zaposlil kot gimnazijski profesor, po doktoratu (13. januarja 1927 s temo Kolonizacija Ljubljanskega barja) pa je bil v letu 1927 izvoljen za docenta za geografijo na Filozofski fakulteti v Ljubljani. Kot predavatelj geomorfologije je na stolici za geografijo nasledil Arturja Gavazzija. Leta 1932 je postal izredni in leta 1938 redni profesor za geografijo na ljubljanski univerzi. Do leta 1960 je bil tudi predstojnik Inštututa oziroma Oddelka za geografijo, dvakrat (1940/41, 1945/46) je bil dekan Filozofske fakultete, v letih 1946–50 pa je bil rektor Univerze v Ljubljani.
Ustanovil je svojo znano geomorfološko šolo. Napisal je več kot 400 del, od tega 31 knjig. Ukvarjal se je z alpskimi in kraškimi pokrajinami ter regionalizacijo Slovenije. Pod psevdonimom Anton Loboda je od leta 1918 pisal poljudnoznanstvene članke v Ljubljanskem zvonu. Njegovi najpomembnejši deli sta prva splošna monografija Slovenije v dveh knjigah (1935, 1936) in prva regionalna monografija Slovenije, ki je izšla v štirih knjigah (1954, 1957, 1959 in 1960). Leta 1940 je postal dopisni in 1946 redni član SAZU (tajnik razreda za prirodoslovne vede je bil od 1955 do smrti), 1963 pa še dopisni član Srbske akademije znanosti in umetnosti (SANU); Srbsko geografsko društvo ga je 1948 izvolilo za častnega člana in mu 1960 podelilo medaljo "Jovan Cvijić". Bil je pobudnik ustanovitve Zemljepisnega muzeja Slovenije (1946), ki je sedaj del Geografskega inštituta, katerega upravnik je bil od 1949 do smrti; zbirke Dela SAZU (1950) in urednik znanstvenih revij Geografski zbornik/Acta geographica Slovenica (ustanovil ga je 1952) in Geografski vestnik (1928–58).
Med letoma 1950 in 1966 je bil predsednik Slovenske matice, 1928–1957 predsednik Geografskega društva Slovenije in nato njegov častni predsednik. Bil je tudi poslanec Ljudske skuščine LRS (1946–58), do 1961 član Glavnega odbora SZDL Slovenije, predsednik sveta za znanost (1951–53) ter za prosveto in kulturo (1953/54) pri vladi oziroma IS LRS in urednik redakcije Enciklopedije Jugoslavije za Slovenijo. 
Leta 1947, 1949 in 1951 je za znanstveno delo na področju geografije Slovenije in Jugoslavije prejel Prešernovo nagrado, 1961 pa Kidričevo nagrado. Zveza geografov Slovenije prodeljuje Melikova priznanja (za življenjsko delo ter za vrhunske dosežke uspešnim in uveljavljenim geografom, kakor tudi mladim obetajočim geografom) ter prireja Melikove dneve. 
Poročen je bil z Minko Novak, ki ga je preživela za šest let. Njegov drugi sin Vasilij je bil priznani zgodovinar, sinova Anton (1918) in Andrej (1927–1930) pa sta umrla kot otroka. Dva njegova brata, Franca (1885) in Ivana (1894), so člani nekdanje slovenske vaške straže pod poveljstvom Franca Fraklja 25. novembra 1943 skupaj z dvanajstimi drugimi žrtvami ubili v Kozlerjevi gošči. Anton je imel še brata Jožefa (1887), ki je umrl pri dveh letih.

## Izbrana bibliografija
- Zgodovina Srbov, Hrvatov in Slovencev, I. del, Pota in cilji, Tiskovna zadruga, Ljubljana 1919. (COBISS)
- Zgodovina Srbov, Hrvatov in Slovencev, II. del, Pota in cilji, Tiskovna zadruga, Ljubljana, 1920. (COBISS)
- Jugoslavija. Zemljepisni pregled, I. del., Pota in cilji, Tiskovna zadruga, Ljubljana, 1920. (COBISS)
- Zgodovina srednjega veka, Jugoslovanska knjigarna, Ljubljana 1920, (COBISS)
- Jugoslavija. Zemljepisni pregled, II. del. Pota in cilji, Tiskovna zadruga, Ljubljana, 1923. (COBISS)
- Zemljepis kraljevine Srbov, Hrvatov in Slovencev, Jugoslovanska knjigarna, Ljubljana 1923. (COBISS)
- Kolonizacija Ljubljanskega barja, Tiskovna zadruga, Ljubljana 1927. (COBISS)
- Slovenija I, Geografski opis. I, Splošni del, Slovenska matica, Ljubljana 1935. (COBISS)
- Slovenija I, Geografski opis II, Splošni del, Slovenska matica, Ljubljana 1936. (COBISS)
- Ljubljansko mostiščarsko jezero in dediščina po njem. SAZU, Ljubljana 1946. (COBISS)
- Jugoslavija, Zemljepisni pregled, DZS, Ljubljana 1948. (COBISS)
- Planine v Julijskih Alpah, SAZU, Ljubljana 1950. (COBISS)
- Naša velika dela, Slovenski knjižni zavod, Ljubljana 1951. (COBISS)
- Slovenija, I. zvezek, Opis slovenskih pokrajin, Slovenski alpski svet, Slovenska matica, Ljubljana 1954. (COBISS)
- Amerika in ameriška Slovenija : popotni zapiski, DZS, Ljubljana 1956. (COBISS)
- Geografski opis, II. zvezek, Opis slovenskih pokrajin, Štajerska s Prekmurjem in Mežiško dolino, Slovenska matica, Ljubljana 1957. (COBISS)
- Geografski opis, III. zvezek, Opis slovenskih pokrajin. Posavska Slovenija, Slovenska matica, Ljubljana 1959. (COBISS)
- Geografski opis slovenskih pokrajin, IV. zvezek, Slovensko Primorje, Slovenska matica, Ljubljana 1960. (COBISS)